# Haroldius celebensis
Haroldius celebensis är en skalbaggsart som beskrevs av Jan Krikken och Huijbregts 2006. Haroldius celebensis ingår i släktet Haroldius och familjen bladhorningar. Inga underarter finns listade i Catalogue of Life.